# شان مک جینتای
شان مک جینتای (انگلیسی: Sean McGinty؛ زادهٔ ۱۱ اوت ۱۹۹۳) بازیکن فوتبال اهل بریتانیا است.
از باشگاه‌هایی که در آن بازی کرده‌است می‌توان به باشگاه فوتبال نورث‌همپتون تاون، باشگاه فوتبال ترانمره راورز، باشگاه فوتبال روچدیل، باشگاه فوتبال شفیلد یونایتد، باشگاه فوتبال منچستر یونایتد، باشگاه فوتبال هالیفاکس تاون، باشگاه فوتبال آکسفورد یونایتد، باشگاه فوتبال مورکم، باشگاه فوتبال آلدرشات تاون، و باشگاه فوتبال کارلایل یونایتد اشاره کرد.